# Empower Field at Mile High
Empower Field at Mile High är en idrottsarena i Denver i Colorado i USA. Arenan öppnades 2001 och är hemmaarena för Denver Broncos i National Football League (NFL), som har spelat där sedan öppnandet. Den har tidigare varit hemmaarena för Denver Outlaws i Major League Lacrosse (MLL) (2006–2019) och Colorado Rapids i Major League Soccer (MLS) (2002–2006).
Under en NFL-match 2016 mellan Denver Broncos och Houston Texans ramlade en vuxen åskådare över ett räcke och föll 18 meter. Han avled senare av sina skador.

## Evenemang (urval)
- Metallica - 3 augusti 2003
- AFC Championship - 23 januari 2006
- Demokratiska partiets konvent - 28 augusti 2008